# Jindřich Domináček z Písnice
Jindřich Domináček z Písnice (1555 – 7. srpna nebo 11. srpna 1608) byl český šlechtic z rodu rytířů z Písnice. Zastával úřad královského prokurátora a v letech 1601–1608 místokancléře Českého království. V úřadě se choval povýšeně, prováděl finanční machinace a zpronevěry. Jako odchovanec jezuitů stál na radikální katolické straně. Veřejná žaloba v roce 1608 zpochybnila jeho podivně nabytý majetek a rytířský původ.

## Život
Jindřich Domináček z Písnice pocházel ze vzdělaného rodu z Písnice nedaleko Prahy. Jeho děd Jan Domináček z Písnice získal na univerzitě v Paříži bakalářský titul a vyučoval uherského a českého krále Ludvíka Jagellonského, zastával také úřad českého místopísaře (1533–1537). Jindřichův starší bratr Zikmund Domináček byl původně jezuita, později světský kněz, působil například jako farář ve Velešíně.
V roce 1556 zemřel Jindřichu Domináčkovi z Písnice otec. Jednoletého sirotka se ujal vzdálený příbuzný Jan Lažický z Písnice, který působil v rožmberských službách. Jeho dcerou byla Lidmila Lažická z Písnice, která se provdala za Thomase, bratra věhlasného alchymisty rytíře Edwarda Kelleyho z Imany (1555–1597). Po Kelleyho pádu a smrti byl právě Jindřich Domináček tím, kdo se postaral díky příbuzenským vazbám o jeho ženu a nezletilou dceru Alžbětu Johannu Westonovou neboli Westonii (1581–1612). Westonia byla básnířkou a Jindřich stál u zrodu její umělecké kariéry, za což mu věnovala jednu ze svých prvních básní. Jindřich tak mohl vrátit dobrodiní, kterého se mu od Lažických dostalo v dětství a díky kterému mohl studovat na jezuitských akademiích ve Vídni a v Ingolstadtu. Nakonec studoval na univerzitě v Bologni, kde se stal doktorem práv. Do Čech se ze studií vrátil v roce 1582.
Začal pracovat pro jihočeského velmože Viléma z Rožmberka (1535–1592), který v letech 1570–1590 vykonával úřad nejvyššího purkrabího Českého království. Jindřich ve Vilémových službách zastával pět let úřad kancléře na zámku v Českém krumlově (1582–1587). K jeho kompetencím patřilo vyřizování sporů a rozepří a částečně kontrola finančního hospodaření. Jindřich Domináček k teoretickým znalostem získal cenné byrokratické a odborně právní zkušenosti.
Na doporučení Viléma z Rožmberka získal v roce 1587 post u pražské rady nad apelacemi (apelačního soudu). Tady se důvěrněji seznámil s apelačním prezidentem Jiřím mladším Popelem z Lobkowicz (1556–1590). V roce 1591, kdy byl nejvyšším kancléřem Adam II. z Hradce (1549–1596), byl přijat na místo druhého sekretáře v české dvorské kanceláři. Nerozuměl si tam s utrakvistickým místokancléřem Kryštofem Želinským ze Sebuzína a na jeho popud musel Jindřich Domináček přejít na méně atraktivní pozici koncipisty. Koncipisté se řadili pouze k výkonnému personálu kanceláře a navíc hádky s místokancléřem pokračovaly.
Jiří mladší Popel z Lobkowicz zprostředkoval kontakty k nejvyššímu hofmistrovi Jiřímu staršímu Popelovi z Lobkowicz (1540–1607) a prostřednictvím jeho protekce se Jindřich Domináček stal v roce 1593 královským prokurátorem. Ze své pozice působil u komorního soudu. Na sněmu v březnu 1593 vystoupil radikální katolík Jiří starší Popel z Lobkowicz proti císaři Rudolfovi II., požadoval omezení panovníkovy moci a nárokoval si uprázdněný úřad nejvyšší purkrabího. Následoval proces, jehož vedení se ujal neúprosný žalobce královský prokurátor Jindřich Domináček. Svého bývalého podporovatele nařkl z velezrady a spiknutí proti císaři. Jiří Popel byl zbaven úřadu, na jaře 1594 byl odsouzen na doživotí a ke ztrátě majetku.
V roce 1601 se Jindřich stal místokancléřem v české dvorské kanceláři. V kanceláři se prosadila katolická strana, která s podporou španělských vyslanců a papežského nuncia sledovala protireformační strategii. Nejvyšším kancléřem byl tehdy Zdeněk Vojtěch Popel z Lobkowicz (1568–1628) a sekretářem Jan Mencl z Kolsdorfu († 1614). Kancelářským koncipistou se stal v roce 1601 Domináčkův někdejší hospodářský úředník Jan Bureš z Libnova, který byl s pomocí Domináčka přijat do rytířského stavu.
Z titulu menšího zemského úředníka působil také jako přísedící většího zemského soudu za rytířský stav. Účastnil se také královské rady.
Jindřich Domináček zneužíval svého úřadu a systematicky se nezákonně obohacoval. V roce 1608 na něj byla podána veřejná žaloba. Bylo mu vytýkáno, že ještě jako královský prokurátor poškodil odsouzeného Lobkowicze, že se choval bezohledně v náboženských otázkách, ale především, že se obohacoval na úkor šlechty a královské komory. Obžaloba požadovala zabavení snadně nabytých statků a prokázání šlechtictví.
Domináček reagoval útěkem z Prahy a na začátku srpna 1608 zemřel. O dva měsíce později byl vynesen rozsudek, který odhalil jeho peněžní zpronevěry a machinace. Za 11 let v úřadu připravil českou komoru o více než 39 000 kop grošů českých. Díky katolické straně rod však o erb ani o majetek nepřišel.
| „                            | [1608] Umřel v Praze doktor Jindřich z Písnice, jsa místokancléřem Království českého, byv předtím nejvyšším prokurátorem Caesareae Majestatis [Císařské Milosti], a z nízka vysoko vzešel. | “ |
| — Mikuláš Daczický z Heslowa | |   |

## Majetek
V roce 1592 mu Rudolf II. věnoval dům U Zlatého medvěda na Újezdě na Malé Straně v Praze. V roce 1595 mu císař přiznal statek Hořany na panství Most v Žateckém kraji, o rok později ho prodal o několik tisíc kop grošů českých dráže zpět obci Mostu.

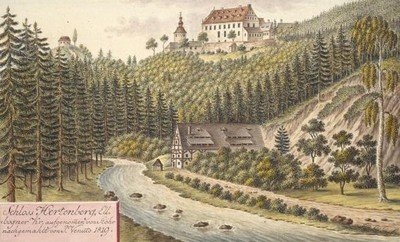
Hartenberg v roce 1819

V roce 1597 v Loketském kraji v podhůří Krušných hor koupil podvodným způsobem statek Hartenberg (Hertenberk), jehož záměrně podhodnocená cena činila 14 000 kop grošů českých. Přestože cena byla příznivá, Domináček se písemně obrátil na císaře a požadoval další slevu. Císař nakonec souhlasil s částkou pouhých 8 000 kop. Splatil ovšem jen 5 200 kop grošů českých a zbytek měl splatit pravidelnými dodávkami dřeva do okolních královských stříbrných a cínových dolů v Oloví, Jáchymově a Horním Slavkově. Dřevo však nedodával a provoz dolů v Oloví byl zastaven a v Jáchymově a Slavkově ochromen. Hrad Hartenberg byl ve velmi špatném stavu, proto ho na začátku 17. století začal přestavovat na třípatrový obdélný zámek ve slohu saské renesance. Na hartenberském zboží provozoval hamry, v nichž zpracovával železnou rudu ze sousedního šlikovského Falknova (Sokolova). Falknovským hrnčířům dodával kvalitní hartenberskou hlínu. V roce 1599 (nebo už 1597) opět výhodně přikoupil panství Luby u Chebu (Schönbach, Šenpach) za 6 000 kop grošů českých. Teprve v roce 1601, kdy se stal místokancléřem, byla obě zboží zapsána do zemských desk. Z Chomutova pozval na svá zboží jezuity.
Jako místokancléř bohatl i díky darům a úplatkům. Na Loketsku rozšiřoval majetek. V roce 1604 přikoupil od české komory Vackov a Suchou a v roce 1607 samotné městečko Luby.

## Rodina
Dne 11. listopadu 1582 se oženil, manželku si přivedl z Vídně. Syn Albrecht se stal císařským číšníkem Rudolfa II., což se nelíbilo starožitným urozeným panským a rytířským rodům, jejichž členové dosud tuto prestižní službu vykonávali.
Syn Jan byl v roce 1624 povýšen do panského stavu jako odměnu za násilné pokatoličťování Loketska.